# Astronomija u 2024.
◄◄ | ◄ | 2021. | 2022. | 2023. | 2024.  | 2025. | 2026. | 2027. | ► | ►►
Arhitektura • Astronautika • Astronomija • Biologija • Film • Fotografija • Glazba • Kazalište • Kemija • Kiparstvo • Knjige • Književnost • Kršćanstvo • Meteorologija • Medicina • Planinarstvo • Politika • Pravo • Promet • Slikarstvo • Strip • Šport • Televizija • Znanost • Zrakoplovstvo • Željeznički promet
Astronomija u 2024.

## Astronomske pojave
- 8. travnja − potpuna pomrčina Sunca[1] (Sjeverna i Srednja Amerika)
- 2. listopada − prstenasta pomrčina Sunca[1] (Tihi ocean, jug Južne Amerike)

## Vanjske poveznice
|  | Zajednički poslužitelj ima još gradiva o temi Astronomija u 2024. |